# CD Universidad San Martín de Porres
Club Deportivo Universidad de San Martín de Porres S.A., zwany Universidad San Martín, a czasami także Deportivo USMP, jest peruwiańskim klubem piłkarskim z siedzibą w mieście Lima.

## Historia
Klub założony został 21 stycznia 2004 roku i gra obecnie w pierwszej lidze peruwiańskiej. Swoje mecze domowe rozgrywa na oddanym do użytku w roku 1952 stadionie Estadio Nacional de Perú. Czwarte miejsce w sumarycznej tabeli w roku 2005 dało klubowi Universidad San Martín prawo gry w drugim pod względem rangi turnieju międzynarodowym w Ameryce Południowej Copa Sudamericana w roku 2006.

## Osiągnięcia

### Krajowe
- Primera División

| zwycięstwo (3):     | 2007, 2008, 2010 |
| drugie miejsce (0): | –                |

- Torneo del Inca

| zwycięstwo (0):     | –    |
| drugie miejsce (1): | 2014 |